# 盐酸吗啡
盐酸吗啡或吗啡盐酸盐是一种有机化合物，化学式为C17H20ClNO3。它存在无水物和三水合物，其无水物在真空中于140 °C脱水三水合物制得。它可以以正交晶系P212121空间群结晶，其分子按锯齿状排布，晶体中的吗啡阳离子和氯离子通过N—H⋯Cl及O—H⋯Cl氢键连接成螺旋链。
它是乙酰基吗啡的前体。